# معقد أوكسو

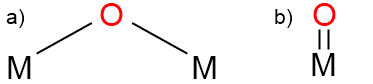
نمطان من معقد أوكسو a) في وضعية ربيطة جسرية وb) في وضعية طرفية.

معقد أوكسو (أو معقد أوكسو للفلزات الانتقالية) هو معقد تناسقي يحوي على ربيطة أوكسو 2-O، والتي يمكن أن تكون على وضعيتين، إما بين فلزين على هيئة ربيطة جسرية أو بالارتباط مع فلز واحد على هيئة طرفية. تستطيع ربيطات أوكسو أن تضفي استقراراً إضافياً وثباتية لحالات الأكسدة العليا للفلزات الانتقالية.
تلاحظ معقدات أوكسو أيضاً في العديد من البروتينات الفلزية، مثلما هو الحال في البروتينات النحاسية على سبيل المثال، والتي تحوي على النحاس الثلاثي فيها.